# Logogramă

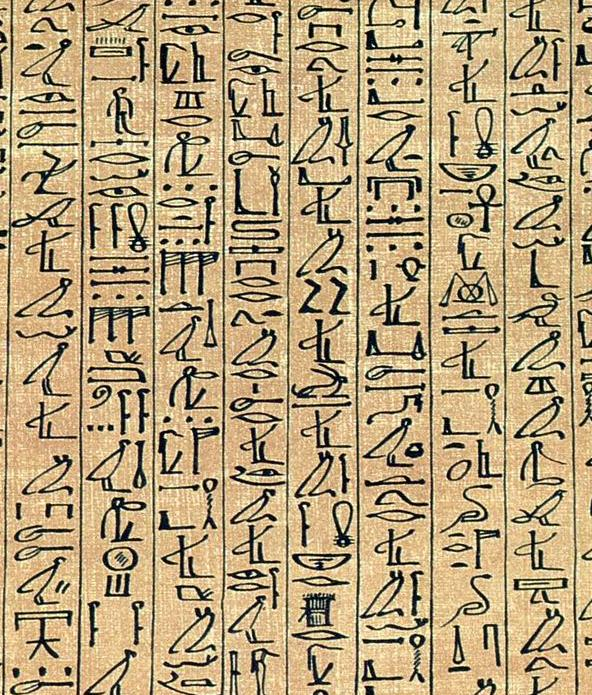
Un exemplu de scriere care a fost la început logografică sunt hieroglifele egiptene.

În limba scrisă, o logogramă (din termenul din greaca antică: λειπογράμματος) este un simbol scris care reprezintă un cuvânt, o formulă sau o frază. Caracterele chinezești și caracterele chinezești folosite de japonezi; unele dintre hieroglifele egiptene și unele caractere ale scrierii cuneiforme sunt exemple de logograme. Folosirea logogramelor se numește logografie. Un sistem de scriere care e bazat pe logograme se numește sistem de scriere logografic.
În alfabete și în silabare, caracterele scrise reprezintă sunete în loc de cuvinte. Caracterele care reprezintă sunete se numesc fonograme. Spre deosebire de logograme, fonogramele nu trebuie neapărat să aibă sens, ele având sens deobicei atunci când sunt combinate cu altele.

## Sistemul de scriere logografic
Primele sisteme de scriere descifrate au fost logografice. În fiecare parte a lumii, primul sistem de scriere care a apărut prima dată a fost unul de acest tip. Exemple:
| Zona apariției                                                                 | Scrierea                                               | Exemple de grafeme |
| ------------------------------------------------------------------------------ | ------------------------------------------------------ | ------------------ |
| Orientul Apropiat, mai exact actualul Irak, sud-estul Turciei și estul Siriei. | Proto-cuneiformele                                     |                    |
| Africa de nord vest, malurile Nilului din partea în care acum e Egiptul        | Hieroglifele egiptene                                  |                    |
| China, provincia Henan din centrul Chinei                                      | Simbolurile Jiahu                                      |                    |
| Mesoamerica                                                                    | Scrierea aztecă, scrierea mixtecă, glifele maiașe, ... |                    |

Există și în ziua de astăzi logograme care au rolul de a prescurta pentru că ar lua mult prea mult timp ca anumite lucruri să fie scrise cu litere. Exemple: $ (logograma pentru dolarul american), & (logograma pentru „și”), și așa mai departe.

## Vezi și
- Caracter chinez